# Dysphania vulcanus
Dysphania vulcanus là một loài bướm đêm trong họ Geometridae.